# Tetropium oreinum
Tetropium oreinum är en skalbaggsart som beskrevs av Charles Joseph Gahan 1906. Tetropium oreinum ingår i släktet Tetropium och familjen långhorningar.
Artens utbredningsområde är:
- Nepal.
- Pakistan.

Inga underarter finns listade i Catalogue of Life.